# Wskaż i kliknij

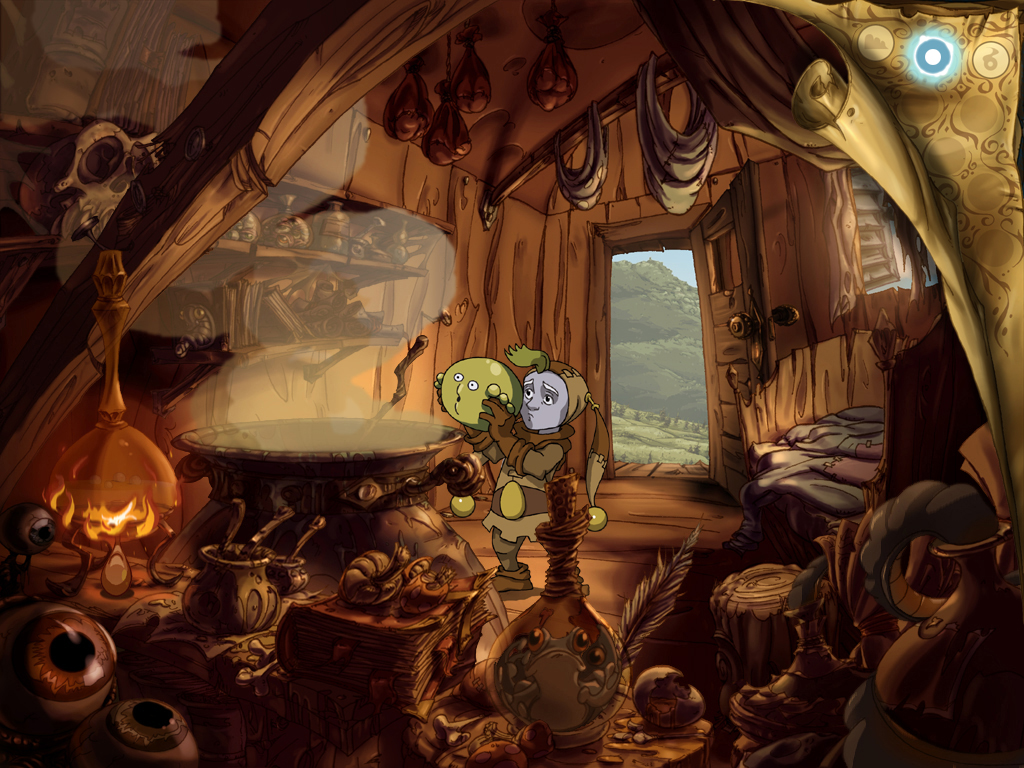
Zrzut ekranu z The Whispered World – gry z gatunku wskaż i kliknij

Wskaż i kliknij (ang. point-and-click) – typ komputerowej gry przygodowej, w którym postacią steruje się za pomocą wskaźnika, zwykle kierowanym przy użyciu myszy. Wskazuje się nim miejsce, do którego ma iść bohater lub przedmiot, na którym ma wykonać daną akcję (lub akcję domyślną). Interfejs ten najczęściej spotykany był w ręcznie rysowanych grach 2D.
Pierwszą polską grą typu point-and-click była A.D. 2044 przeznaczona na 8-bitowe komputery Atari.